# Emery
Emery es una banda de post-hardcore formada en el año 2001, en Rock Hill, Carolina del Norte, actualmente residente en Seattle, Washington. La banda está con las casas discográficas Tooth & Nail Records y Solid State Records.
Antes de ser contratados por Tooth & Nail, la banda había lanzado dos EP, The Columbus EEP Thee y The Weak's End EP, atrayendo a varias casas. Junto a Tooth & Nail, la banda ha lanzado cuatro álbumes de estudio, el debut con The Weak's End, en el 2004, seguido de The Question en el 2005 y I'm Only A Man en el 2007. Los siguientes álbumes han sido lanzados por Solid State, ...In Shallow Seas We Sail el 2 de junio de 2009, We Do What We Want, lanzado el 29 de marzo de 2011 y el más reciente, You Were Never Alone que fue lanzado el 2015 hasta el año presente.

## Historia

### Inicios yThe Weak's End(2001-2004)
La banda se formó en el año 2001, por Devin Shelton (voz/batería), Matt Carter (guitarra principal/teclados), Joey Svendsen (bajo) y Toby Morrell (voz/guitarra rítmica), este último bautizó a la banda como Emery, por un profesor de su colegio en primer grado. A finales del 2001, Seth Studley se unió como baterista, por lo que Shelton se ocupó de la guitarra; mientras que Josh Head se unió como tecladista y vocalista screamer, al igual, Joel "Chopper" Green se unió como bajista.
En el 2002, la banda lanzó su primer EP, The Columbus EEP Thee. Tiempo después, la banda firmó con Tooth & Nail Records.
A finales del 2003, Emery comenzó a trabajar con el ingeniero/productor Ed Rose, para lanzar su primer álbum, The Weak's End se lanzó el 27 de enero de 2004, siendo grabado en "Black Lodge Studio", en Eudora, Kansas. Emery organizó un tour, promocionando el nombrado material.

### The Question(2005-2006)
En el 2005, mientras la banda estaba de gira, Studley dejó la banda para contraer matrimonio y formar una familia, por lo que la banda buscaba baterista para completar sus fechas. Mientras estaban de gira con Haste the Day, Dave Powell (exmiembro de The Bowels of Judas) asistió a la audición, siendo baterista temporal, pasando a ser de tiempo completo en noviembre.
Paralelamente, junto al productor Aaron Sprinkle, la banda comenzó a grabar su segundo álbum. The Question fue lanzado el 2 de agosto de 2005, Studying Politics fue su primer sencillo, lanzado el 29 de junio. El 1 de noviembre de 2006, se relanzó el álbum, el que contenía demos, presentaciones en vivo, nuevas canciones y un DVD, junto a un documental.
El 19 de septiembre de 2006, Green dejó la banda, Emery posteó en su sitio web las causas de su partida. Devin y Toby tocaron bajo respectivamente, en estudio y en vivo.

### I'm Only a ManyWhile Broken Hearts Prevail(2007-2008)

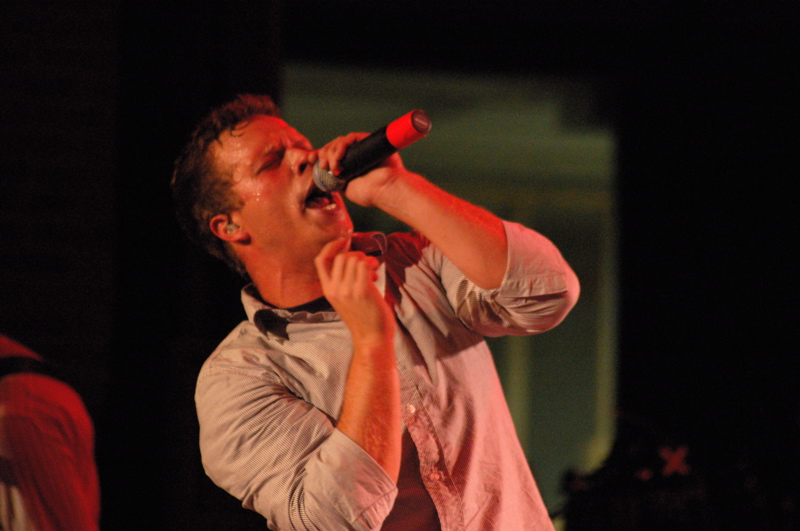
Devin Shelton, en una presentación junto a Emery en 2006.

En el 2007, la banda acompañó a Underoath en un tour por Australia. El álbum I'm Only a Man fue lanzado el 2 de octubre, grabado en "Dark Horse Studio" en Tennessee. 
Emery anunció en una entrevista en TVU que han finalizado de grabar 8 pistas, las que fueron lanzadas en el EP While Broken Hearts Prevail, el 28 de octubre de 2008.

### ...In Shallow Seas We Sail(2008-2010)
En el 2009, en una entrevista con Toby Morrell anunció el nombre del nuevo álbum de la banda, ...In Shallow Seas We Sail, y que ya no estarían con Tooth & Nail Records ya que expiró su contrato. Tiempo después, la banda fue re-asignada con Tooth & Nail. ...In Shallow Seas We Sail se lanzó el 2 de junio.
En el 2010, La banda comenzó un tour por el país, luego participó en el tour "Scream it Like You Mean it", junto a Silverstein, Ivoryline, Dance Gavin Dance, We Came as Romans, I Set My Friends On Fire y Sky Eats Airplane.

### We Do What We Want(2011-presente)
El 16 de enero, la banda anunció que su nuevo álbum sería lanzado el 29 de marzo de 2011. La banda puso a luz las canciones  Scissors y Curse of Perfect Days, esta última sonó en bastantes radios de rock cristiano.
El 31 de enero, Devin Shelton anuncia vía Facebook su partida de Emery:
```

```

Sólo quería hacerles saber que estoy tomando un descanso indefinido de Emery. Esta ha sido una decisión muy dura para mí, ya que Emery ha sido una parte importante de mi vida desde hace más de una década. No digo que nunca voy a hacer otra cosa con Emery, pero las cosas cambian y la vida sigue, no importa lo mucho que se perderá. Muchas gracias por todo su apoyo durante estos años y espero que cada uno continúe siguiendo a Emery igual.- Devin Shelton (Ex vocalista/guitarrista/bajista de Emery.

El 1 de febrero, The Cheval Glass fue lanzada en las páginas en Facebook, Youtube y MySpace de la banda. El 17 de febrero se anunció que la banda lanzaría su álbum junto a Solid State Records, una subdivisión de Tooth & Nail.
We Do What We Want fue lanzado el 29 de marzo de 2011. Emery comenzó el "Do What You Want" Tour, junto a To Speak of Wolves y Hawkboy. El 9 de mayo, fue lanzado el video de la canción The Cheval Glass.

## Miembros
|  | Miembros actuales - Toby Morrell — voz líder (2001–presente), bajo (2006–presente), guitarra (2001-2011, 2013–2014, 2015—presente), teclados, sintetizador (2001) - Devin Shelton — voz (2001-2011, 2013–2014, 2015—presente), bajo (2006-2011, 2013–2014, 2015—presente), guitarra (2001-2011, 2013–2014, 2015—presente), batería (2001) - Josh Head — voz gutural, teclados, sintetizador (2001–presente) - Matt Carter — guitarra, coros (2001–presente), voz clara, teclados, sintetizador (2001) - Dave Powell — batería, percusión (2005–presente) - Chris Keene — guitarra, coros (2017–presente) Antiguos miembros - Joey Svendsen — bajo (2001) - Joel "Chopper" Green — bajo (2001–2006) - Seth Studley — batería, percusión (2001–2004) | Antiguos músicos de apoyo - Andy Nichols – bajo, coros (2011–2013, 2015), batería (2016) - Matt MacDonald – bajo, coros (2015) - Jeremy Spring – bajo, coros (2014) - Dane Andersen – batería, percusión (2012) - Andrew Nyte – batería, percusión (2013) |

Línea de tiempo

## Discografía
Álbumes de estudio
- The Weak's End (2004)
- The Question (2005)
- I'm Only a Man (2007)
- ...In Shallow Seas We Sail (2009)
- We Do What We Want (2011)
- You Were Never Alone (2015)
- Eve (2018)
- White Line Fever (2020)
- Rub Some Dirt On It (2022)

EP/Compilatorios
- The Columbus EEP Thee (2002)
- The Weak's End EP (2004)
- The Question Pre-Sale Exclusive (2005)
- While Broken Hearts Prevail (2008)
- Are You Listening? (2010)
- Ten Years (2011)
- We Wish You Emery Christmas (2015)
- Live in Houston (2016)
- Dead End (2019)
- Now What? (2019)
- 15 Year Anniversary Split (2019)
- Cocoa & Christmas (2019)
- Palmetto (2020)